# Jestem zbiegiem

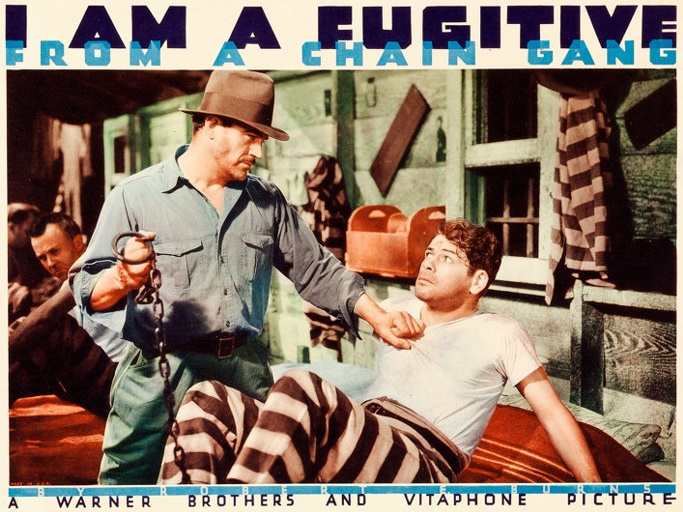
Scena z filmu

Jestem zbiegiem (oryg. I Am a Fugitive from a Chain Gang) – amerykański film więzienny z 1932 roku, wyreżyserowany przez Mervyna LeRoya. Film oparty był na autobiograficznej książce Roberta Elliotta Burnsa pt. I Am a Fugitive from a Georgia Chain Gang!, w której autor opisał swoje przeżycia podczas odbywania niesłusznej kary ciężkich robót. Został zrealizowany w erze Pre-Code.
Film był nominowany do Oscara dla najlepszego aktora (Paul Muni), za najlepszy zapis dźwięku i w kategorii najlepszy film. Przyczynił się też do zmian w amerykańskim więziennictwie.

## Obsada
- Paul Muni jako James Allen
- Glenda Farrell jako Marie
- Helen Vinson jako Helen
- Noel Francis jako Linda
- Preston Foster jako Pete
- Allen Jenkins jako Barney Sykes
- Berton Churchill jako sędzia
- Edward Ellis jako Bomber Wells
- David Landau jako nadzorca
- Hale Hamilton jako wielebny Allen
- Sally Blane jako  Alice
- Louise Carter jako pani Allen
- Jack LaRue jako Ackerman (niewymieniony w czołówce)
- Walter Long jako kowal (niewymieniony w czołówce)
- George Cooper jako artysta rewiowy (niewymieniony w czołówce)

## Wyróżnienia
| Rok wpisania | National Film Registry |
| ------------ | --- |
| 1991         | Lista filmów budujących dziedzictwo kulturalne USA utworzona przez National Film Preservation Board i przechowywana w Bibliotece Kongresu Stanów Zjednoczonych |